# Léopard de mer
Hydrurga leptonyx · Phoque-léopard
Vous lisez un « bon article » labellisé en 2011.
Pour les articles homonymes, voir Léopard (homonymie).
Genre
Espèce
Statut de conservation UICN

 LC 1996 : Préoccupation mineure
Le Léopard de mer ou Phoque-léopard (Hydrurga leptonyx) est une espèce de mammifères carnivores, de la famille des Phocidés, et la seule espèce connue du genre Hydrurga. Décrit pour la première fois en 1820 par le zoologiste et anatomiste français Ducrotay de Blainville, il fait partie des cinq espèces de phoques présentes en Antarctique.
Puissant et imposant — la femelle peut mesurer 4,5 mètres pour une masse de 600 kilogrammes —, il doit son nom de léopard aux petites taches sombres qui couvrent son corps et à sa vie de prédateur. Craintif et solitaire dans son aire de vie faisant partie des lieux les plus inhospitaliers au monde, il est difficile à observer et à étudier. C'est pourquoi les biologistes ne connaissent pas suffisamment son mode de vie ni son effectif qu'ils estiment à environ 300 000 individus. Bien que le krill et les juvéniles d'autres espèces de phoques constituent sa principale nourriture, il est renommé pour sa férocité envers les manchots qui constituent également son alimentation. Il surprend également l'observateur par ses allures reptiliennes et par des comportements extrêmement vifs. Malgré cette réputation, le léopard de mer, qui est avant tout un animal sauvage, s'avère davantage curieux que dangereux et on note très peu d'attaques recensées envers l'homme.
Bien que l'espèce ne soit pas visée par la pêche ni considérée comme menacée, elle est citée dans la Convention pour la protection des phoques de l'Antarctique (CPPA). Son image du plus puissant prédateur du continent antarctique — alors qu'il s'agit en fait de l'orque — est reprise au cinéma où il apparaît comme le « grand ennemi du manchot ».

## Étymologie et dénomination
Son nom de léopard provient de ses petites taches sombres qui couvrent son corps et à sa vie de puissant prédateur, qui rappellent l'espèce de félin éponyme. Il est aussi appelé « phoque-léopard » et Jean-Baptiste Charcot le nomme léopard de mer ou phoque aux petits ongles. Quant à Robert Jameson, il l'appelle « veau marin léopard ».
Dans de nombreuses langues, ce phoque est nommé avec les termes « léopard » et « mer » comme en anglais, Leopard Seal (ou Sea Leopard), en allemand, Seeleopard ou bien en espagnol, foca leopardo (ou leopardo marino).
Le nom du genre, Hydrurga, provient d'une association du grec ancien ύδωρ (hydro) et du verbe latin urgĕo (pousser en avant, faire avancer) que l'on peut traduire par « déplacement par poussée d'eau » ; la dénomination spécifique, leptonyx, est une combinaison du préfixe grec λεπτός (lepto) et du mot ονυξ (onux) et signifie « griffe (ou ongle) mince ».

## Description

### Taille et poids

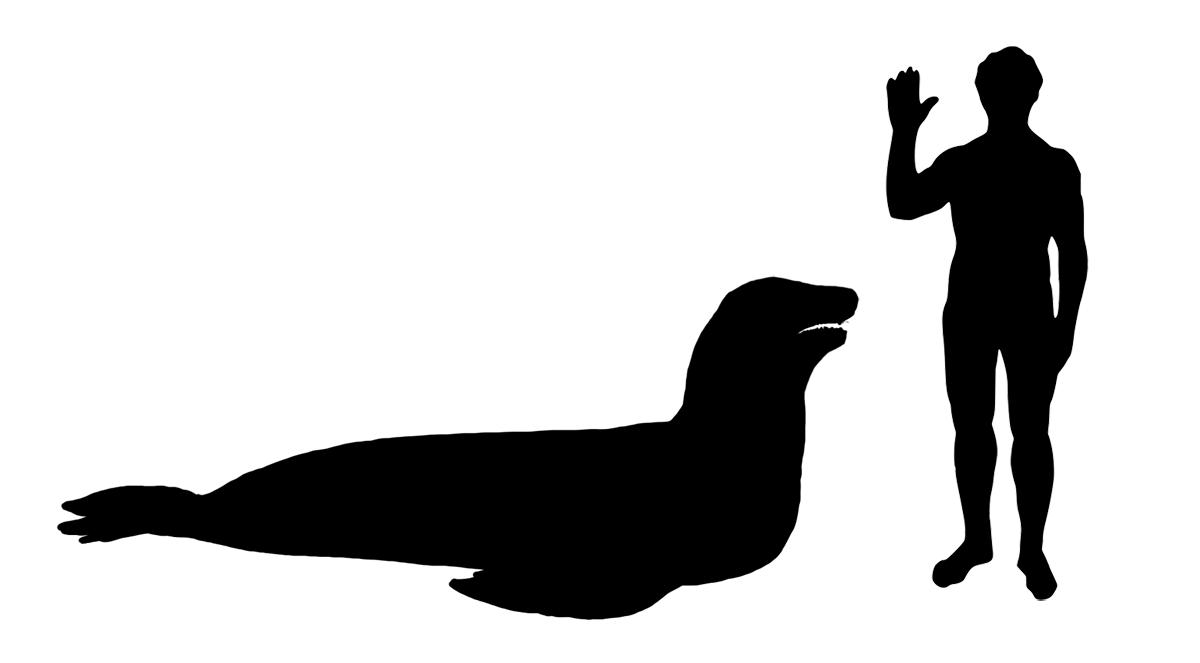
Léopard de mer à l'échelle humaine.

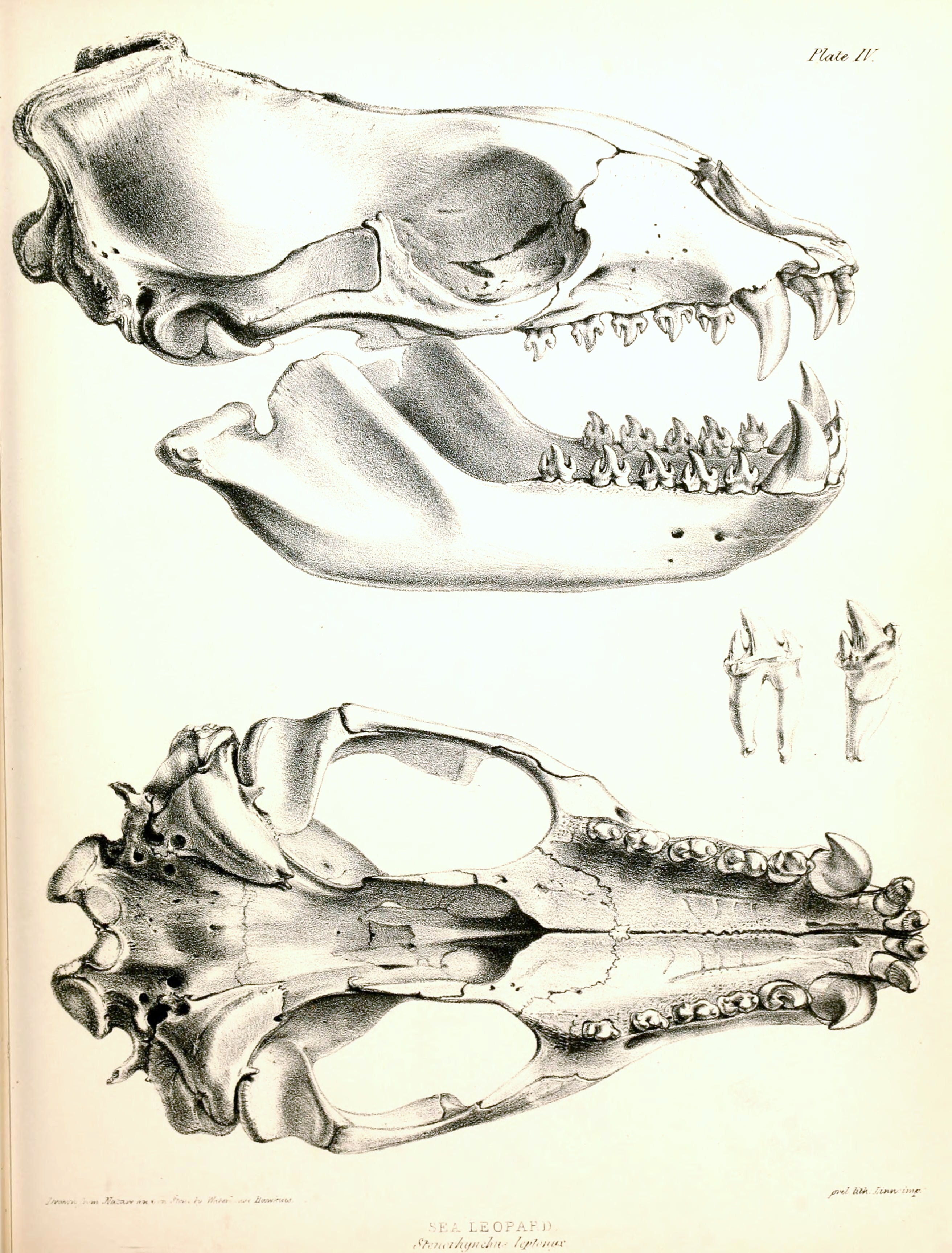
Illustration de Benjamin Waterhouse Hawkins réalisée en 1844 d'un crâne et mandibule de léopard de mer.

Des cinq espèces de phoques présentes en Antarctique, c'est la plus grande après l'Éléphant de mer austral (Mirounga leonina). Fait rare de dimorphisme sexuel chez les mammifères, c'est la femelle qui est plus grande et plus massive que le mâle. Cette dernière mesure en moyenne 3,80 mètres pour un poids moyen de 500 kilogrammes, alors que les mâles mesurent de 2,8 à 3,3 mètres pour un poids moyen de 300 kilogrammes. Le record est détenu par le cas rare d'une femelle mesurant 4,5 mètres et pesant 600 kilogrammes.

### Morphologie générale
Proche du Phoque de Weddell (Leptonychotes weddellii) et plus particulièrement du Phoque crabier (Lobodon carcinophaga) au stade juvénile, il s'en distingue nettement par sa large tête et ses imposantes mâchoires ainsi que par son pelage sombre et tacheté. Par son long et puissant corps effilé, il se distingue des autres phoques corpulents et gras, ce qui lui donne des apparences d'animal reptilien, presque de serpent, mises en exergue par sa locomotion par reptation, son long museau, sa large mâchoire ainsi que ses « petits » yeux noirs. Il a la particularité d'avoir le dos bombé approximativement au centre de son corps, fait qui est la conséquence d'un large thorax. La livrée est d'un ton foncé bien prononcé, variant du noir au gris-bleu argenté mais s'éclaircit nettement à partir de ses flancs ; toute sa partie ventrale, de sa tête à sa queue, est de couleur gris foncé à gris clair et présente des taches sombres de différentes tailles, grises ou noires. Comme tous les phoques, les léopards de mer possèdent des membres postérieurs atrophiés dont seules les extrémités se sont développées pour former une nageoire caudale. Ses deux nageoires pectorales sont longues et fines. Son cou est dans le prolongement de son corps et ne délimite pas la tête, imposante, qui ne possède pas de front marqué. Sa grande et large mâchoire possède une denture composée de seize dents particulières, spécifiques et complexes car elles lui permettent à la fois de filtrer l'eau afin de garder le krill antarctique à l'instar des fanons et d’être carnassier grâce à de puissantes canines longues de 2,5 cm. Par ailleurs, sa formule dentaire est I 2/2, C 1/1, PC 5/5,.

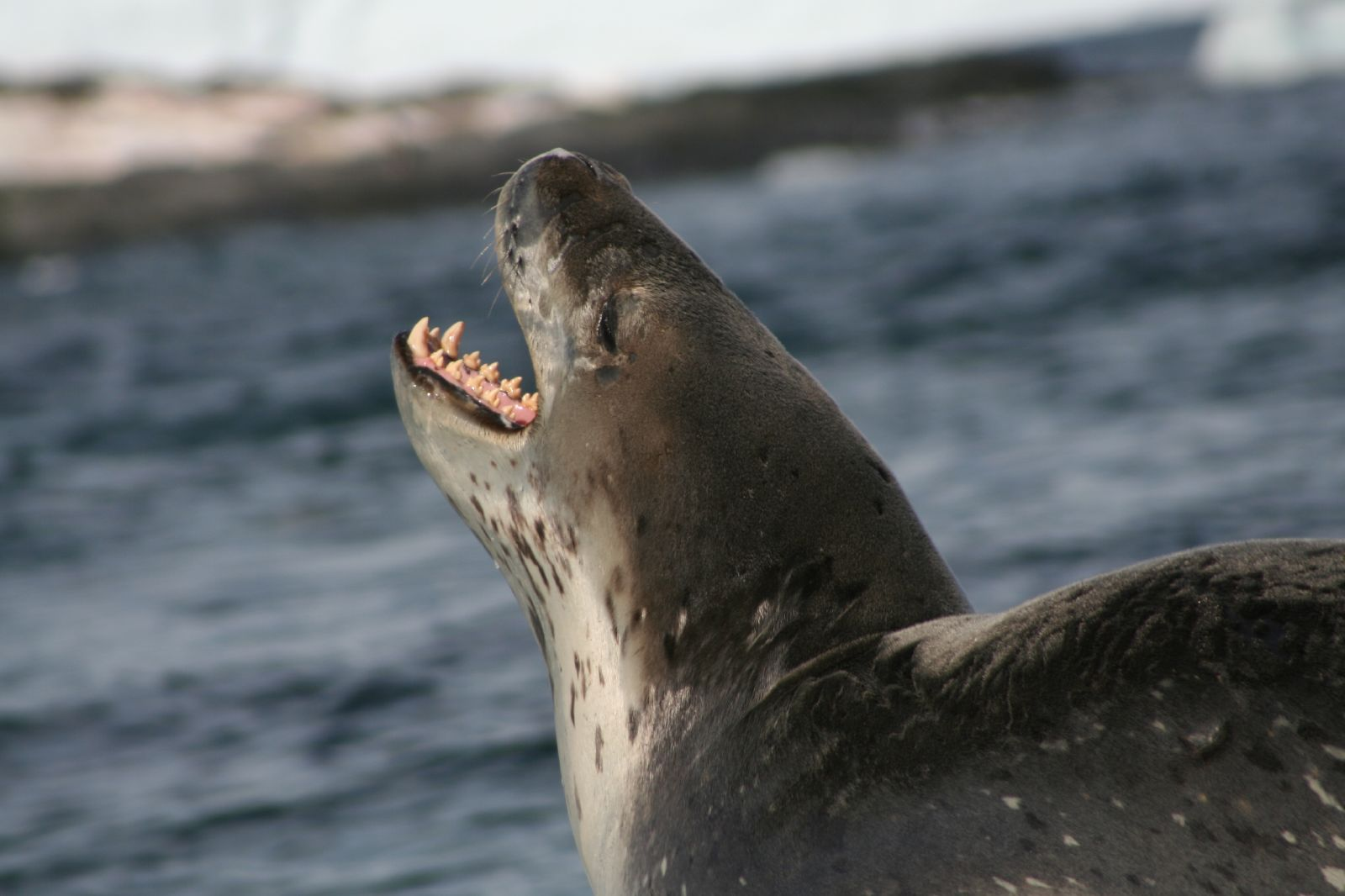
Un léopard de mer dont la gueule ouverte laisse apparaître ses dents caractéristiques.
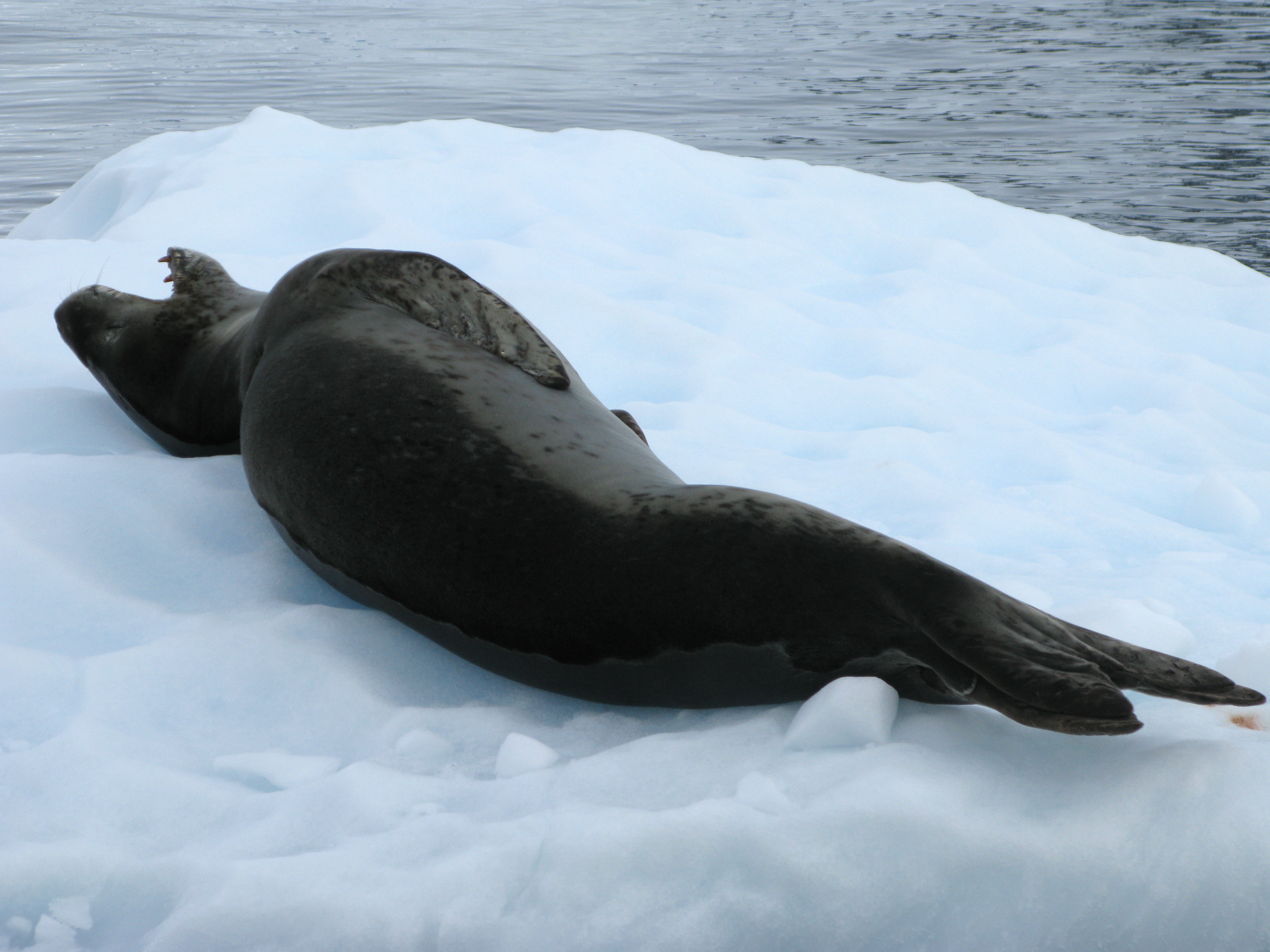
Une photographie d'un léopard de mer sur un iceberg où l'on apprécie sa nageoire pectorale droite et sa nageoire caudale.
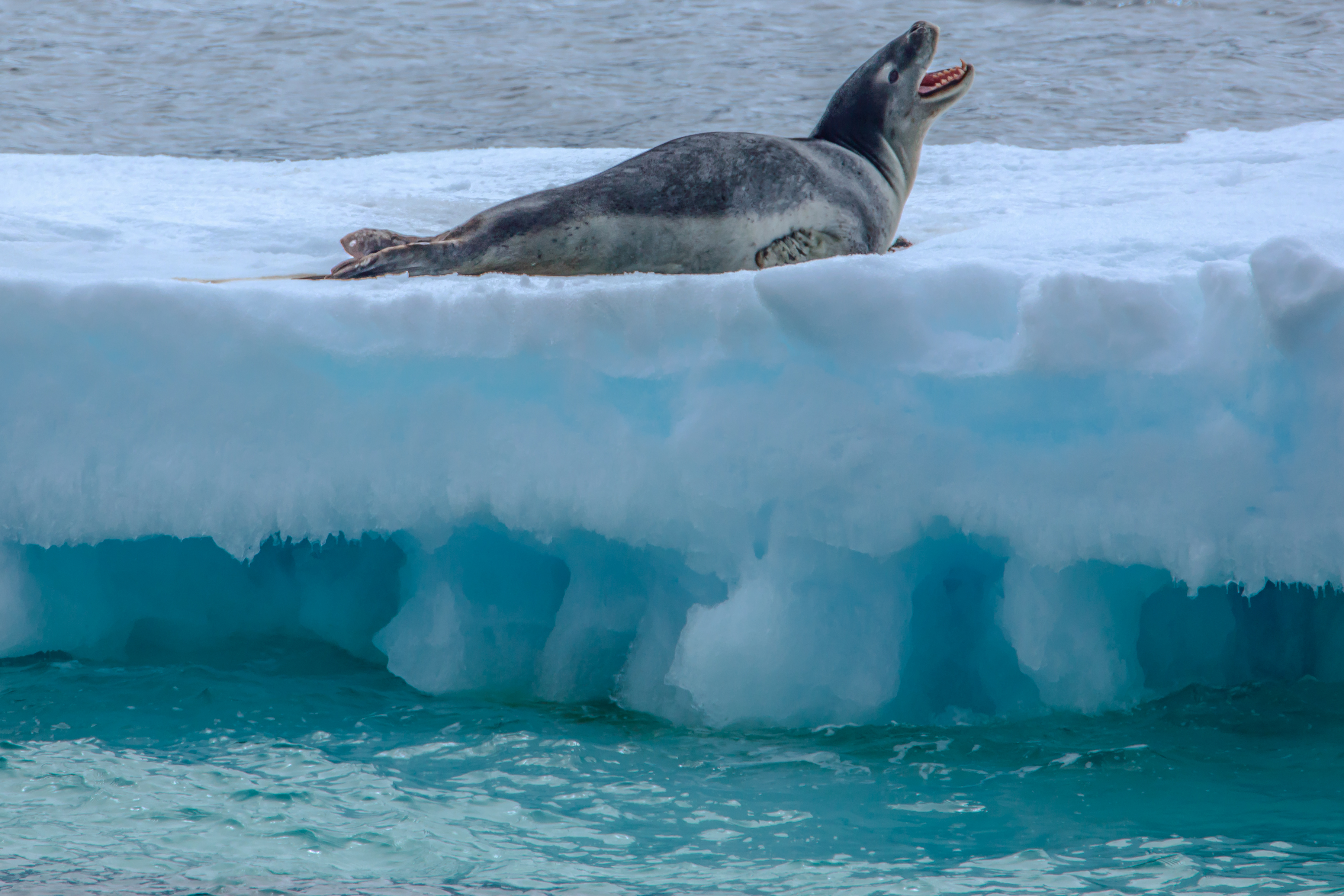
Un léopard de mer au repos observé en péninsule Antarctique près de l'île Dundee.
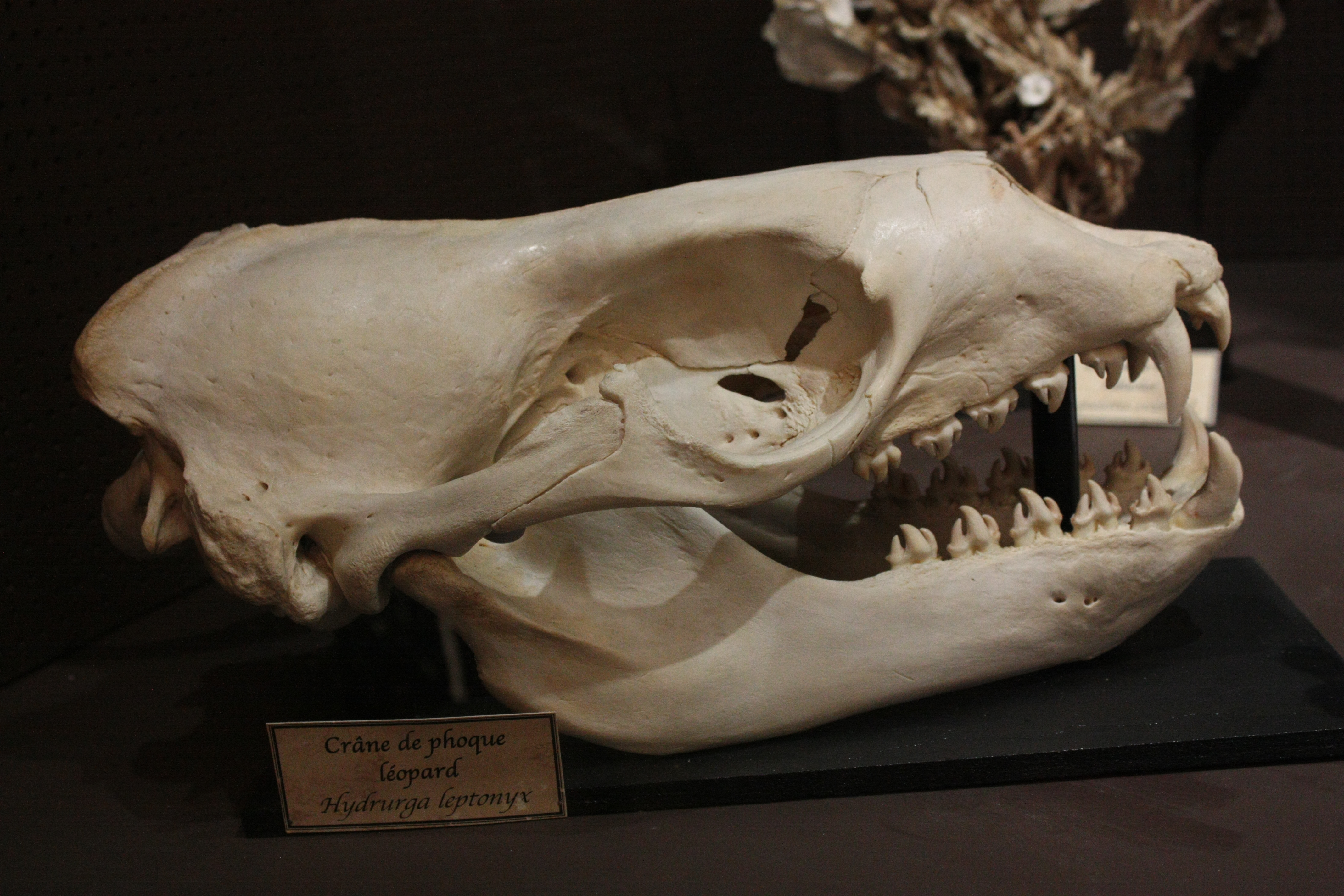
Détail d'un crâne de léopard de mer.

## Écologie et comportement

### Reproduction et cycle de vie

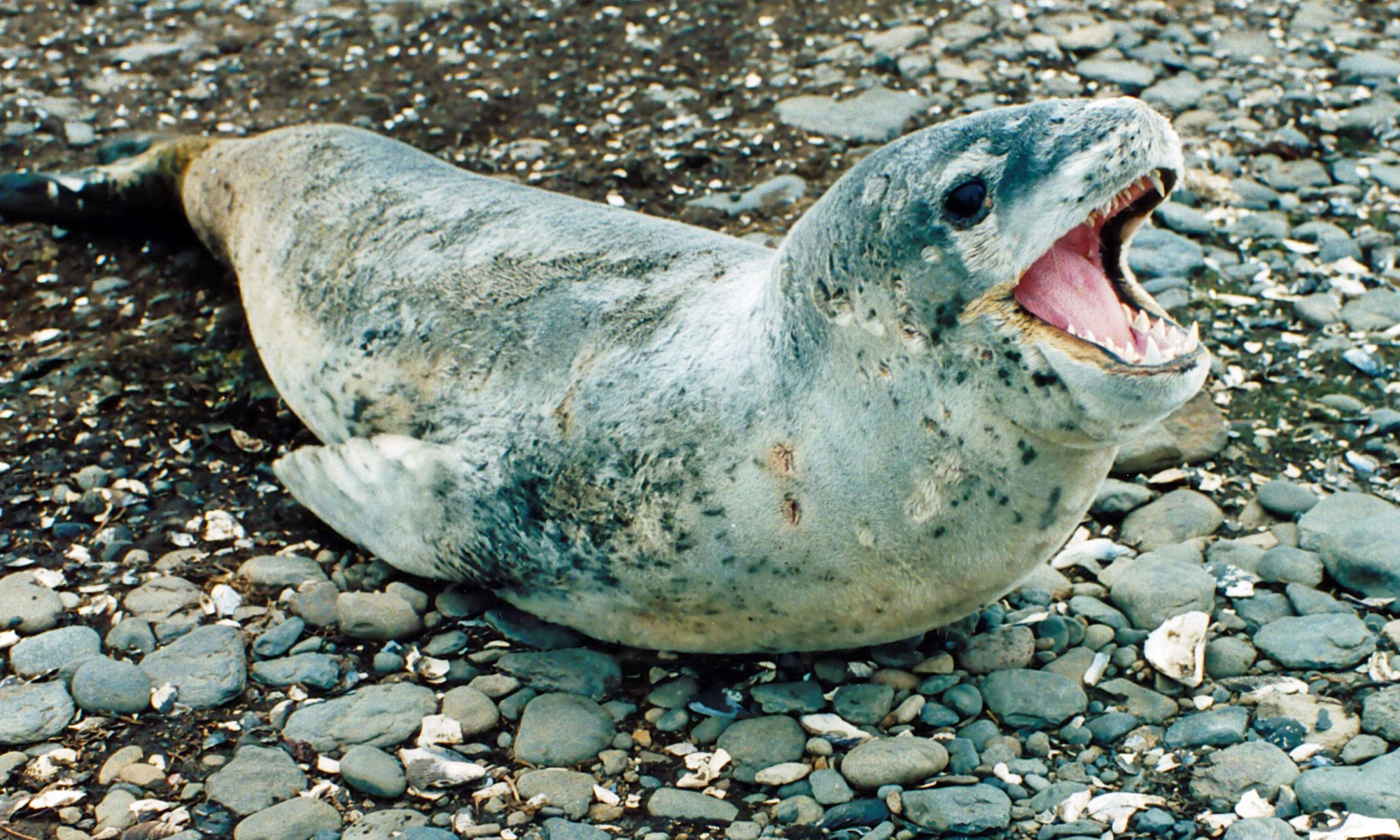
Un léopard de mer juvénile sur une plage des îles Kerguelen.

Les mâles atteignent la maturité sexuelle entre trois et six ans et les femelles entre deux et sept ans. Animal solitaire, il n'existe ni site de reproduction ni colonie comme on peut trouver chez l'Éléphant de mer austral. Il semble que l'accouplement se fasse dans l'eau. La gestation dure neuf mois, les premières naissances surviennent sur la banquise à partir de septembre avec un pic entre novembre et décembre. La femelle donne naissance à un petit d'environ 30 kilogrammes et mesurant jusqu'à 160 centimètres de longueur. L'allaitement dure un mois, durant lequel la femelle se trouve seule à élever son petit. On observe à de très rares occasions la présence du mâle, mais celui-ci n'a jamais été vu apporter protection et soin à sa progéniture,. La longévité de ces animaux est de vingt ans, mais certains peuvent dépasser vingt-six ans.

### Comportement et alimentation

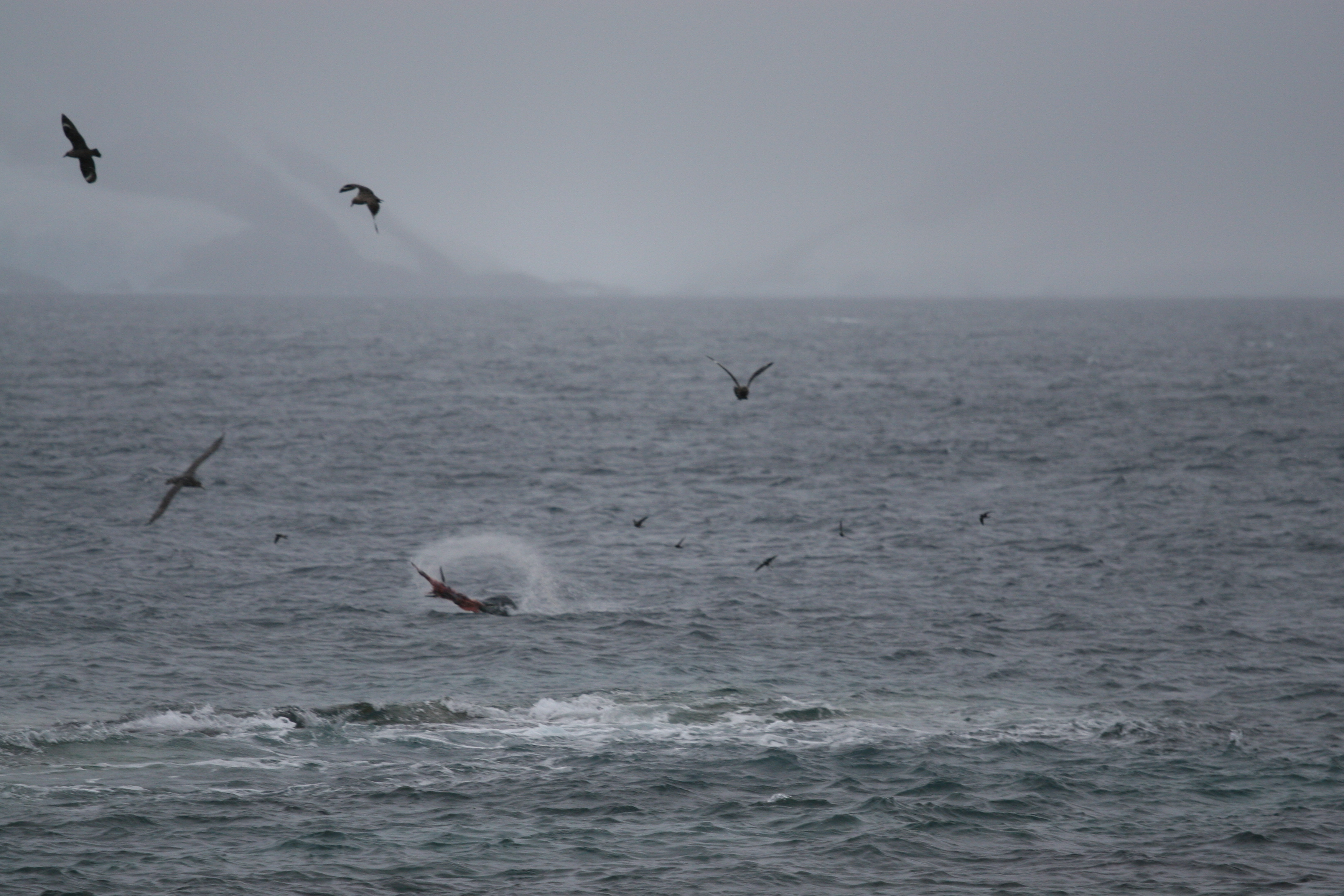
Un Manchot papou (Pygoscelis papua) se fait manger par un léopard de mer.

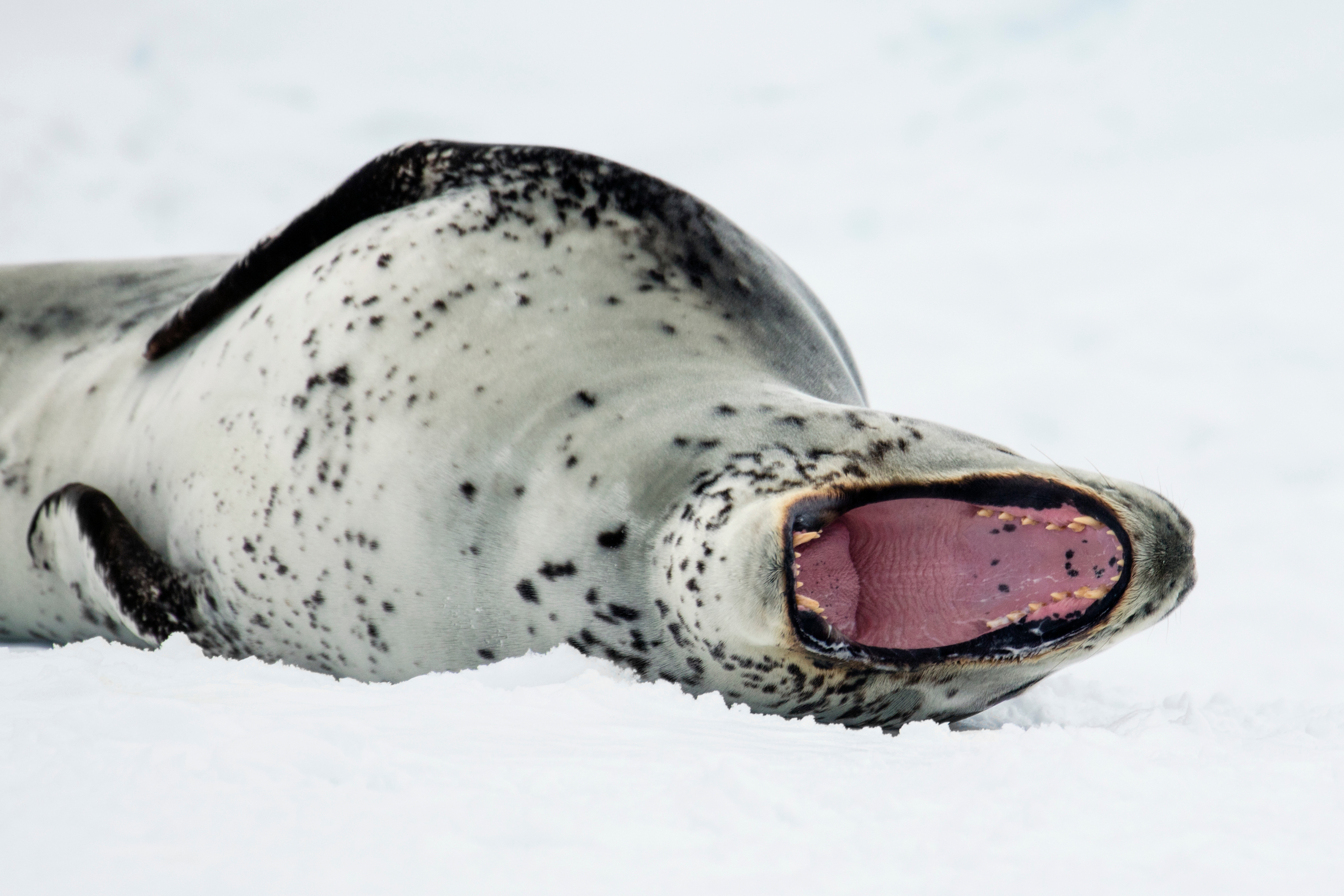
Un léopard de mer vu de face dans le détroit Antarctique en janvier 2016.

Le léopard de mer est un prédateur opportuniste et il est considéré comme le plus féroce des phoques de l'Antarctique. Il se nourrit principalement de krill et de jeunes phoques, dont la part dans son alimentation est estimée respectivement à 45 % et 35 %. En effet, sa taille lui permet de s'attaquer à des otaries et des juvéniles des espèces de phoques courantes en Antarctique comme le phoque de Weddell, le phoque crabier mais aussi l'éléphant de mer austral et l'otarie antarctique. Il s'attaque également à tous les types d'oiseaux aptères (gorfous et manchots) mais, contrairement à la représentation faite dans la culture populaire, ce n'est pas sa principale proie puisqu'ils ne constituent que 10 % de l'ensemble de son régime alimentaire. Mais certaines observations indiquent que ces oiseaux pourraient être son mets favori : quatre léopards de mer ont été observés manger 15 000 manchots Adélie en l'espace de 15 semaines, soit environ 35 manchots par jour par léopard, et les restes de 16 manchots adultes ont été trouvés dans l'estomac d'un léopard de mer capturé. Son régime alimentaire est également composé de poissons, de céphalopodes — consommation estimée à 10 % — et très occasionnellement les restes d'une carcasse de cétacé. Malgré cette diversité de proies, le léopard de mer n'est pas pour autant un superprédateur et peut être la proie des orques (Orcinus orca) et des grands requins blancs (Carcharodon carcharias).
C'est un animal solitaire qui peut pratiquer différents types de chasse : assaut sur la glace, poursuite en mer, chasse à l'affût comme celle du crocodile. Une fois qu'un manchot est capturé, il est tué, pelé puis dépecé avant d'être mangé. Très habile et véloce dans l'eau, la locomotion du léopard de mer l'est beaucoup moins sur la glace, sur laquelle il se déplace par reptation tel un serpent. Puissant, il est capable de sauter hors de l'eau jusqu'à 2 mètres de hauteur avec une vitesse de six mètres par seconde. Souvent craintif comme la plupart des animaux sauvages face à l'homme, il peut être curieux et s'approcher des embarcations avec lesquelles il montre quelquefois des comportements agressifs sans pour autant être un animal dangereux. On reconnaît l'animal à sa tête imposante et massive qu'il laisse bien souvent hors de l'eau lorsqu'il nage près de la surface.
L'animal possède tout un registre de sons de basses et longues fréquences comme des gémissements, des grognements, des gargarismes ou bien des souffles et des variations gutturales d'alarme, qu'il utilise aussi bien dans l'eau qu'en dehors.

## Habitat et aire géographique

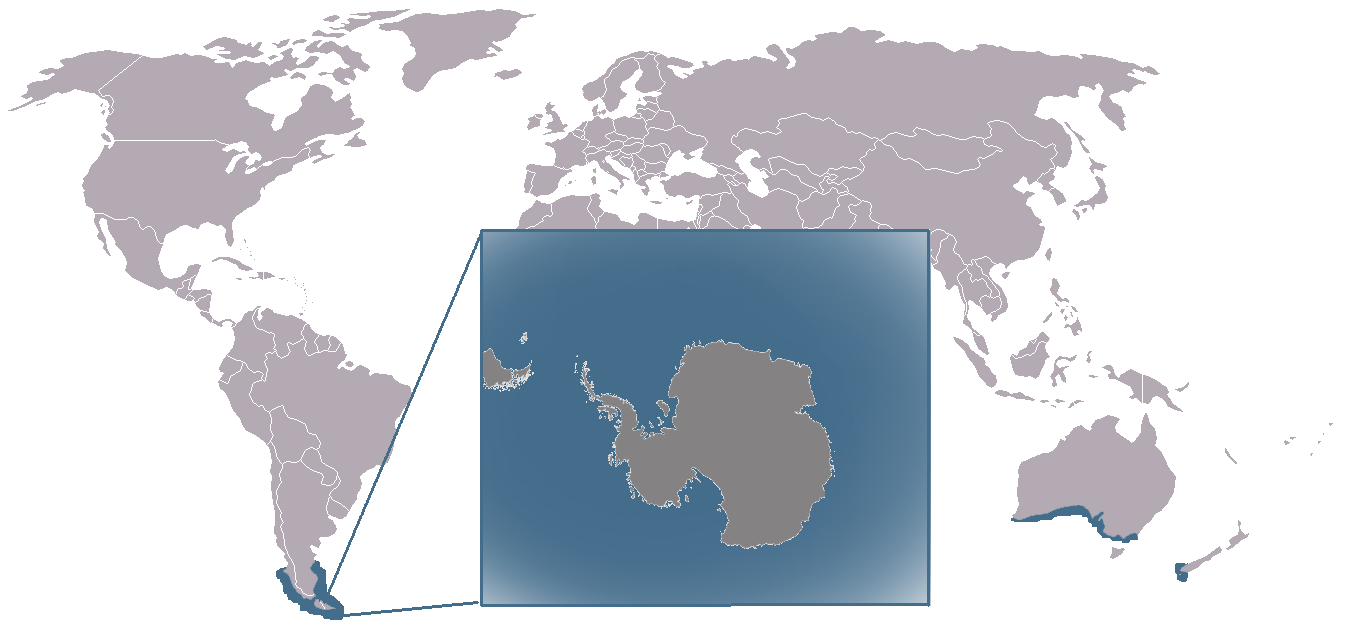
Cartographie de la répartition géographique du léopard de mer.

Pélagique, le léopard de mer vit dans les eaux froides des océans de l'hémisphère Sud, principalement dans l'océan Austral, l'Atlantique Sud et le Pacifique Sud.
Son aire géographique est large puisqu'on le trouve sur tous les abords côtiers de l'Antarctique et ceux des îles sub-antarctiques. Toutefois il est rare de l'observer au-delà du 78e parallèle sud. Il vient y chercher une abondante nourriture durant l'été austral, c'est pourquoi il n'est pas rare de voir un ou deux individus à proximité d'une rookerie d'oiseaux aptères. Les jeunes plus particulièrement migrent au nord du 60e parallèle sud durant l'hiver austral tandis que les plus âgés préfèrent rester près de la banquise hivernale. On l'observe en Terre de Feu, en Patagonie, en Afrique du Sud, en Australie, en Nouvelle-Zélande, en Tasmanie et exceptionnellement sur l'archipel Tristan da Cunha, sur l'île Lord Howe, sur l'Île Cook et l'archipel Juan Fernández. C'est un visiteur de la Géorgie du Sud et de l'ensemble des îles sub-antarctiques. Animal pagophile, on l'observe, inactif, davantage sur la banquise, les icebergs et les parties glacées que sur la terre ferme ou des rochers dénués de glace.

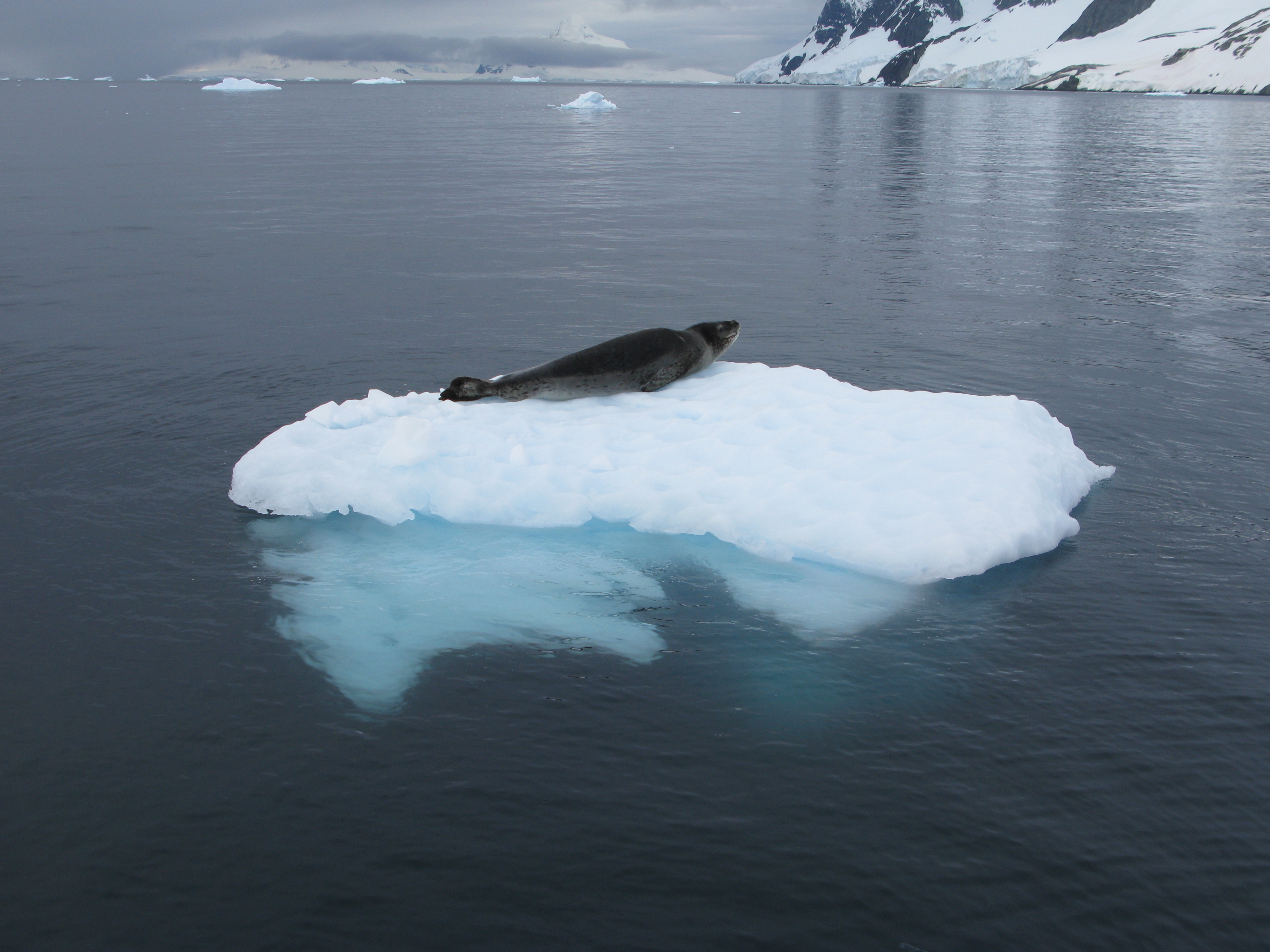
Un léopard de mer sur un iceberg dérivant sur le chenal Lemaire (péninsule Antarctique).
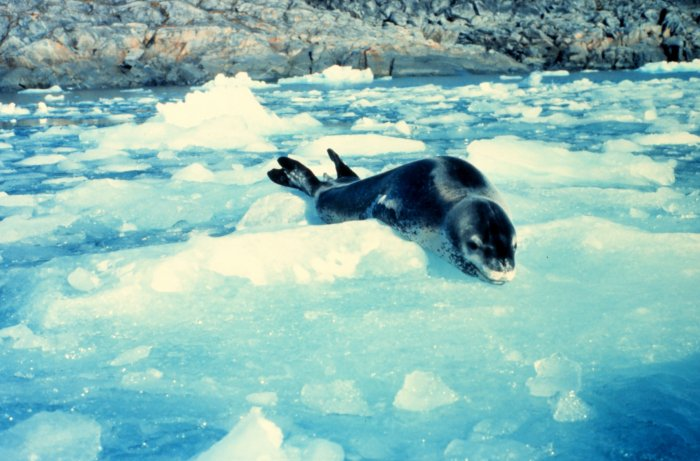
Un léopard de mer se reposant sur de petits icebergs appelés bourguignons ou growlers.
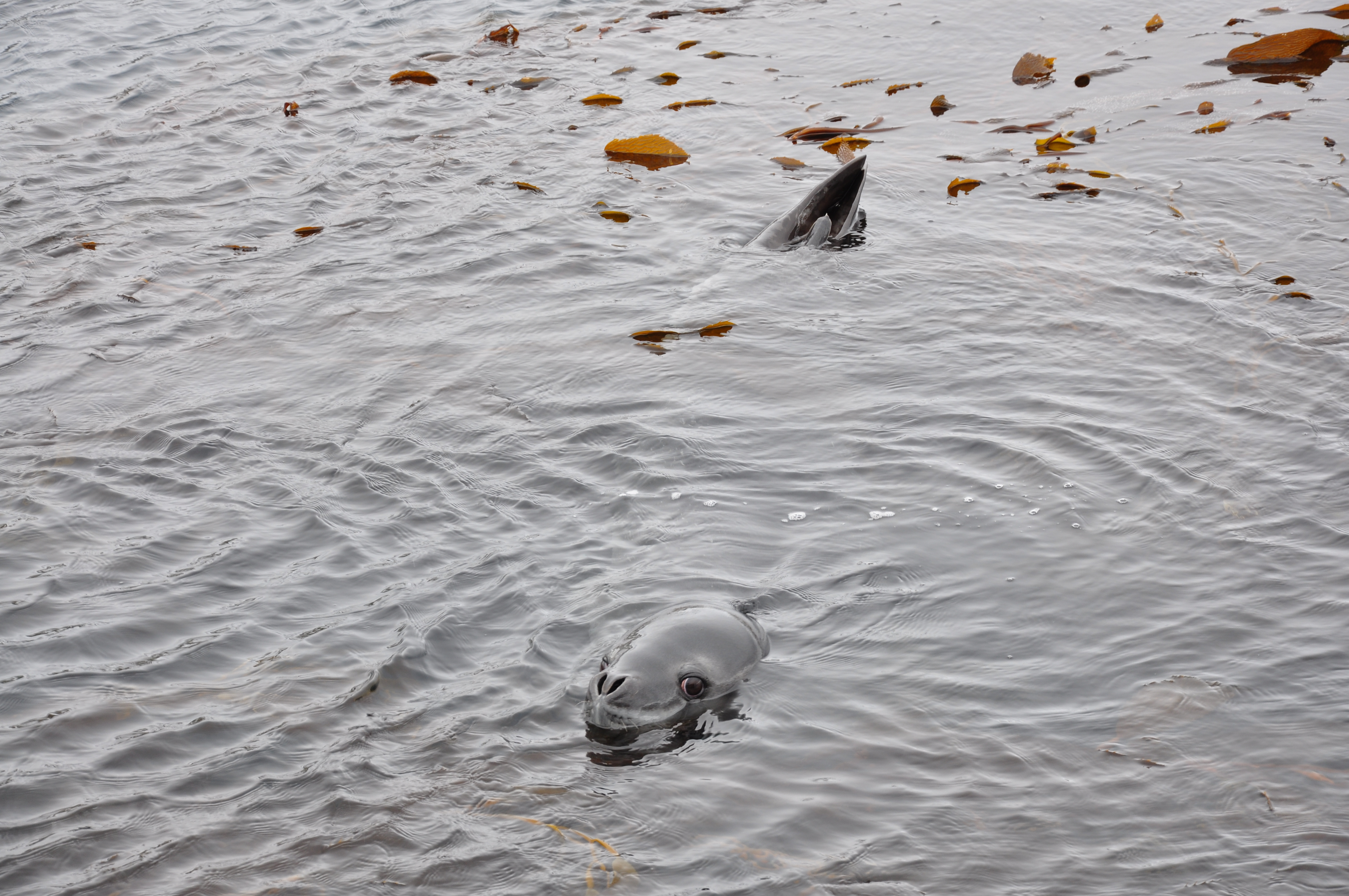
Un léopard de mer nageant dans un champ de kelp géant (Macrocystis pyrifera) en Géorgie du Sud.

## Population
Les données de recensement de cette espèce sont très difficiles à établir compte tenu de sa vie solitaire et de son aire de distribution située dans les régions les plus isolées et les plus difficiles d'accès. Toutefois l'étude Scheffer en 1958 estime sa population entre 100 000 et 300 000 individus et celle de Laws en 1984, entre 220 000 et 440 000 — voire entre 220 000 à 450 000 individus en 1980. Une étude de 1990 recense quant à elle 300 000 individus.

## Systématique

### Taxinomie

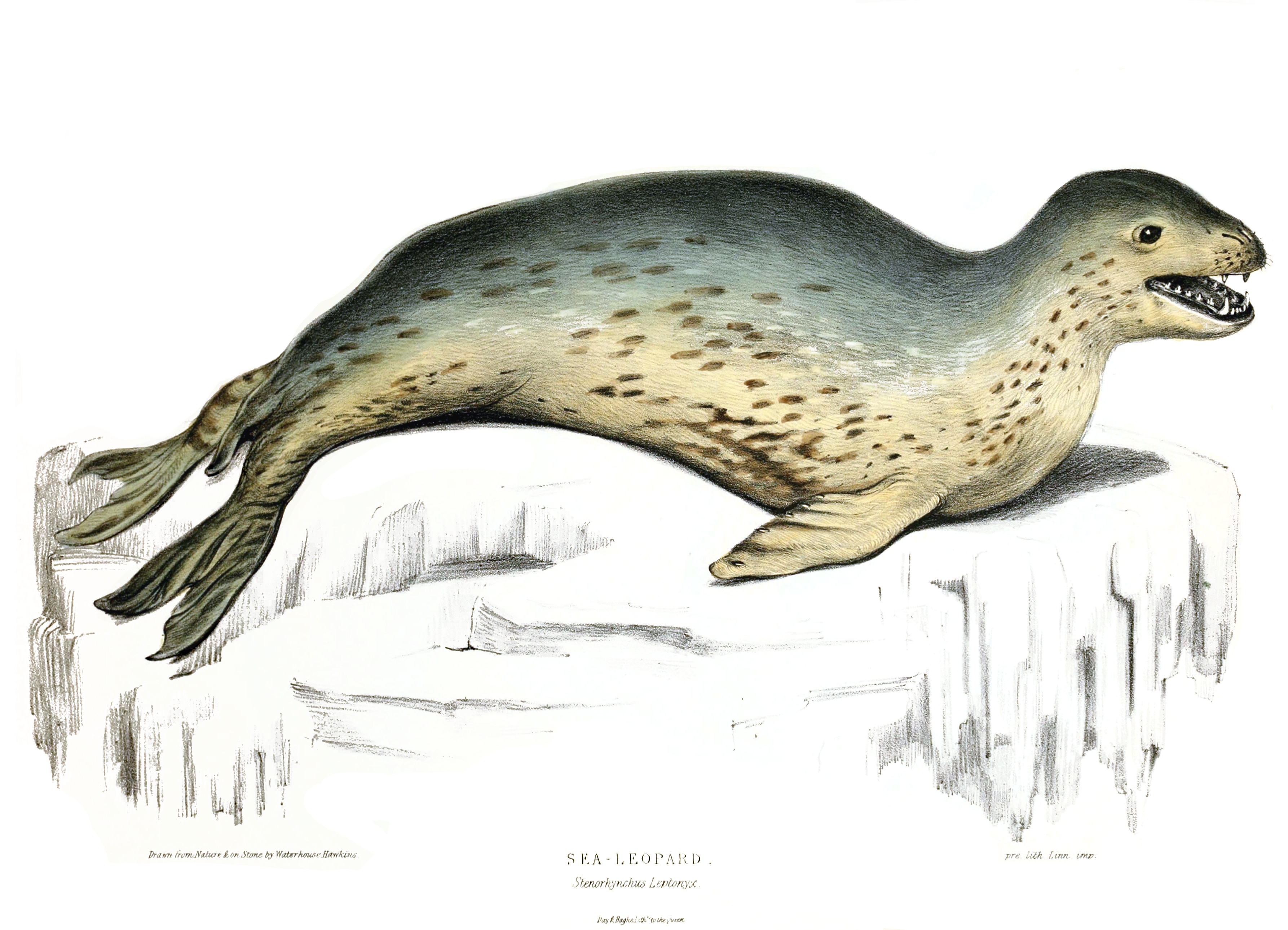
Illustration de 1844 d'un léopard de mer (Hydrurga leptonyx) légendé Stenorhynchus leptonyx.

Déjà connue sous le nom de « léopard de mer » par les pêcheurs des mers du Sud, l'espèce est scientifiquement décrite pour la première fois en 1820 dans le Journal de physique, de chimie, d'histoire naturelle et des arts par le zoologiste et anatomiste français Henri-Marie Ducrotay de Blainville, sous le protonyme de Phoca leptonyx. Cette description a été réalisée à partir d'un crâne trouvé en Géorgie du Sud par une expédition anglaise en 1788 dirigée par William Kearn et étudiée par Blainville en 1819 au Collège royal de chirurgie de Londres,. On retrouve également la description de ce squelette par Sir E. Home en 1822 dans Philosophical Transactions of the Royal Society, la revue scientifique de la Royal Society. À l'occasion de l'expédition vers le pôle Sud de James Weddell, une autre description de l'animal est faite par le capitaine Jameson sous le simple nom de Phoca leopardina. L'animal est alors considéré comme différent de l'espèce décrite par de Blainville. Frédéric Cuvier déplace en 1826 le Phoca leptonyx de Blainville pour un genre nommé Stenorhynchus, qu'il partage un temps avec le phoque de Weddell en raison de ses dents tricuspides. Ce genre qui signifie en grec ancien « museau court » a même été utilisé pour désigner certaines grenouilles, mais est désormais réservé à des crabes.

### Phylogénie
Parmi les phocidés, la famille des phoques « vrais » ou « sans oreilles », le léopard de mer appartient à la sous-famille des Monachinae et est placé dans la tribu des Lobodontini, les lobodontinés, parfois nommés « phoques antarctiques ». Cette tribu comprend également le Phoque de Ross (Ommatophoca rossii), le Phoque crabier (Lobodon carcinophagus), le Phoque de Weddell (Leptonychotes weddellii) et auxiliairement le genre fossile Monotherium. Les relations phylogénétiques exactes entre les quatre espèces actuelles ne sont pas encore connues. Le genre Hydrurga est monotypique, en 2010 aucune espèce fossile n'y a encore été décrite.

## Le léopard de mer et l'homme

### Statut de conservation
L'espèce n'est pas considérée comme menacée par l'UICN puisqu'elle classe l'espèce comme « préoccupation mineure » (LC) dans sa liste rouge depuis 1996. L'espèce n'est pas citée dans les annexes de la CITES. La Sociedad Argentina para el Estudio de los Mamíferos (SAREM) considère que les données de l'espèce sont insuffisantes pour estimer son statut de protection. Cité dans la Convention pour la protection des phoques de l'Antarctique (CPPA), le léopard de mer peut être tué et capturé dans la limite de 12 000 individus par an, ce chiffre étant révisable chaque année par les pays membres.

### Danger pour l'homme

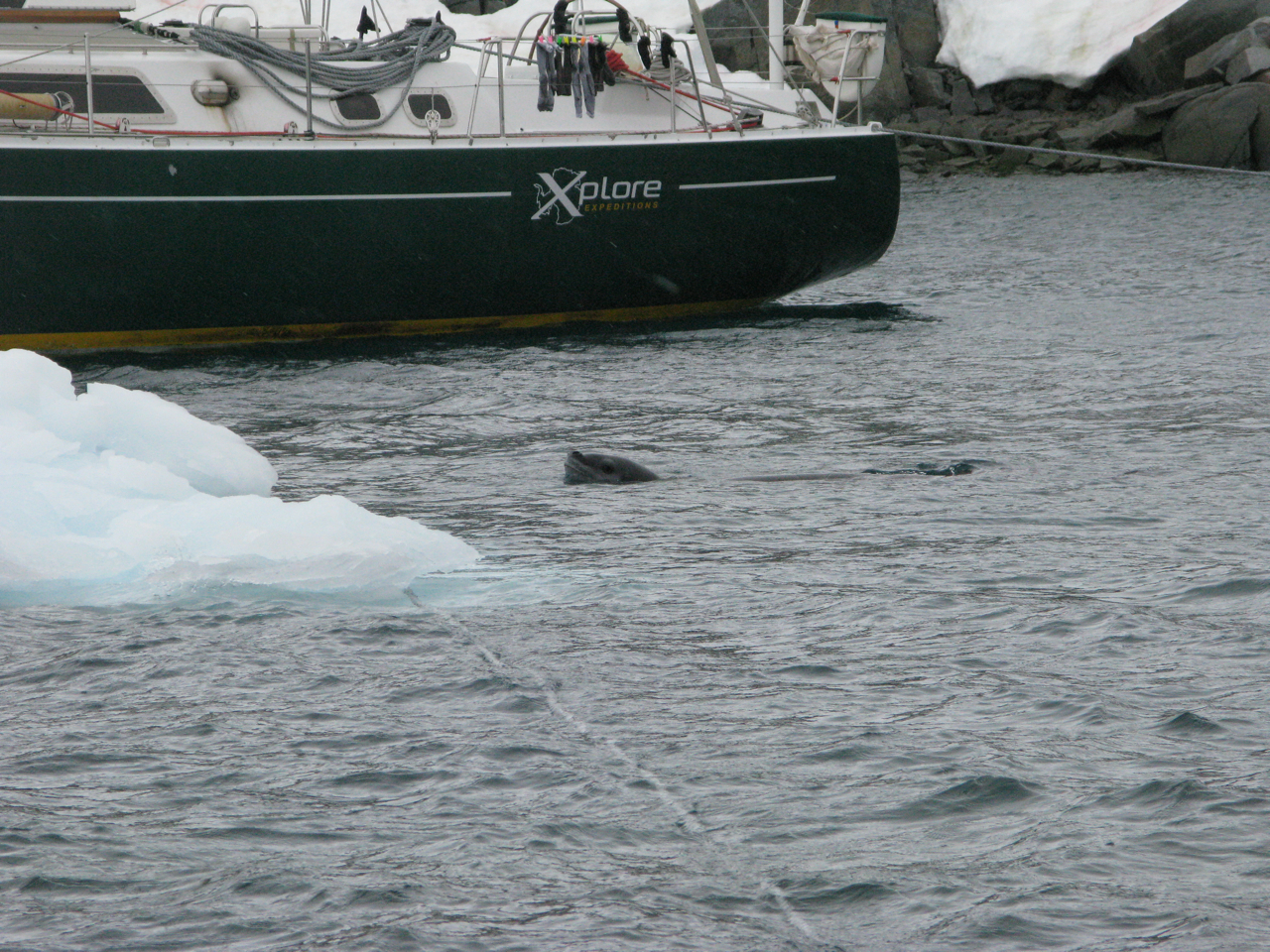
Un léopard de mer n'hésite pas à s'approcher d'un voilier d'expédition à Port Lockroy (Antarctique) et s'apprête à mordre les amarres.

Le léopard de mer peut s'attaquer à l'homme mais les cas sont rares. Thomas Orde-Lees, membre de l'expédition Endurance d'Ernest Shackleton, fut attaqué puis poursuivi par un léopard de mer alors qu'il skiait sur la banquise. Orde-Lees réussit à s'en sortir et l'animal fut abattu par Frank Wild, le second de Shackleton, qui intervint à la suite des cris de son compagnon. Gareth Wood, lors de l'expédition antarctique « Sur les traces de Scott » en 1985, a été saisi violemment à la jambe par un léopard de mer alors qu'il marchait sur la banquise. Il a été libéré par ses compagnons à coups de crampons assenés sur la tête de l'animal. Seulement connu pour son agressivité ainsi que pour mordre les embarcations pneumatiques, c'est le 22 juillet 2003 que le premier cas mortel survient. Une biologiste qui faisait de la plongée libre en Antarctique meurt noyée après avoir été saisie et entraînée au fond de l'eau par l'animal. Âgée de 28 ans, Kirsty Brown appartenait à une équipe du British Antarctic Survey (BAS) de la base Rothera située sur la péninsule Antarctique. Le léopard de mer est considéré comme le plus puissant prédateur du continent antarctique à l'instar du grizzly en Amérique du Nord ou du lion en Afrique. Le cinéaste Göran Ehlmé, qui ne s'étonne pas de cette réputation, témoigne : « La première fois que j'en ai vu un, j'ai été effrayé. La grosse tête. La large gueule. Les sinistres yeux. L'eau glacée ajoutée à la peur », tout en estimant que l'animal est davantage curieux que dangereux. Cependant, par mesure de précaution, le BAS interdit toute plongée et exige que les plongeurs sortent de l'eau lorsqu'un léopard de mer est aperçu à proximité des embarcations.

### Le léopard de mer dans la culture

#### Littérature

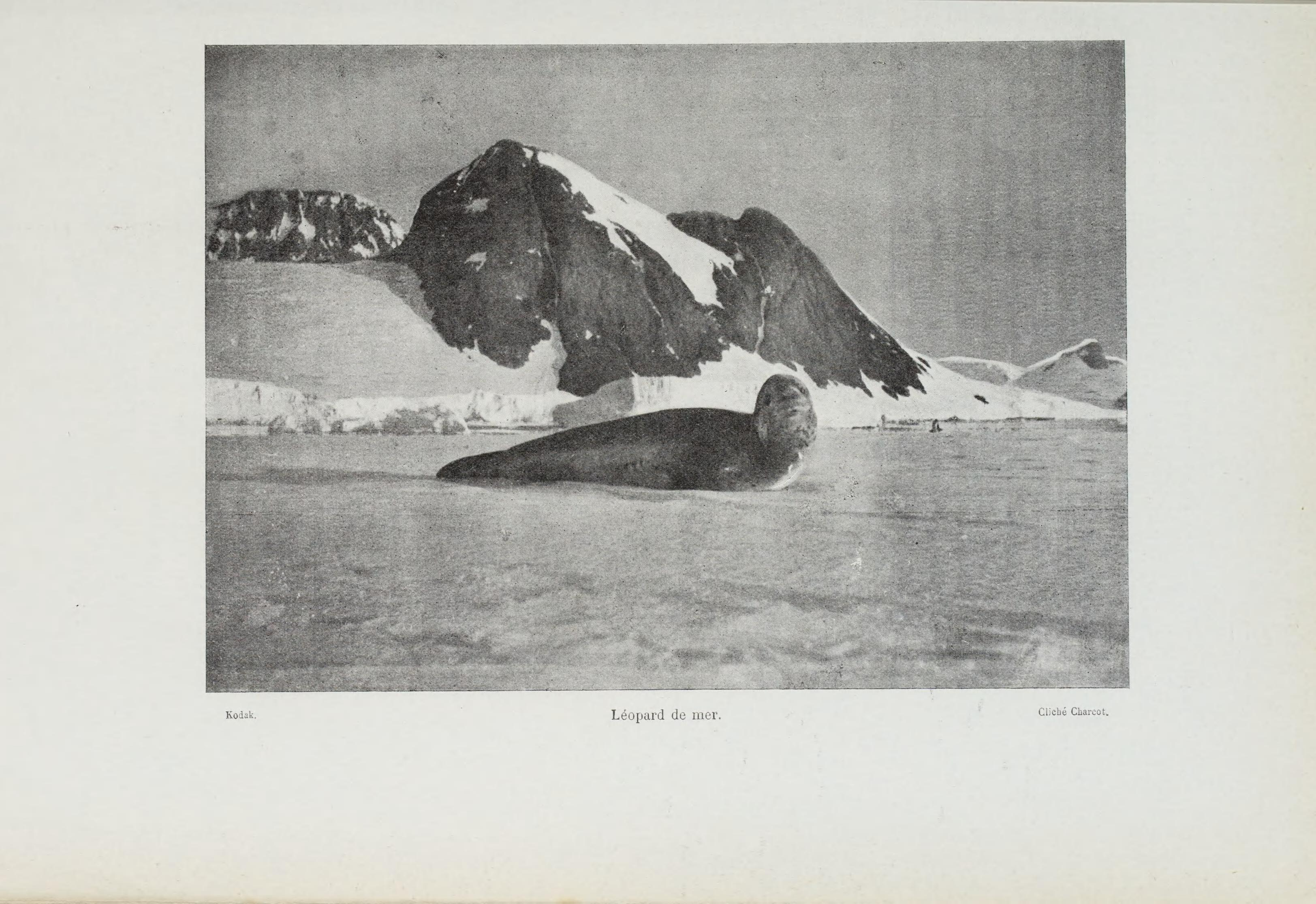
Illustration photographique d'un léopard de mer tirée de l'ouvrage Le Pourquoi-pas dans l'Antarctique : journal de la deuxième expédition au pôle Sud, 1908-1910 de Jean-Baptiste Charcot.

Le léopard de mer n'est pas seulement décrit dans les ouvrages scientifiques liés à la faune de l'Antarctique, il apparaît également dans les récits d'exploration et d'aventure. Le capitaine Joseph J. Fuller, dans Le Maître de la Désolation, explique lors de son exploration des îles Kerguelen les interactions entre les hommes et les léopards de mer que les premiers chassent et mangent et que les seconds attaquent par leur puissante mâchoire les embarcations. Jean-Baptiste Charcot décrit cet animal comme le « roi des phoques antarctiques » lors de ses rapports d'expédition. Alors que ses hommes abattent un léopard de mer, il se sent mal à l'aise et écrit : « C'est étrange comme les hommes de l'équipage qui sont de braves gens, doux et bons avec les animaux qu'ils élèvent à bord, prennent plaisir à ces meurtres et s'excitent à ces destructions. Il est vrai que les chasseurs qui, eux, tuent sans nécessité, uniquement par plaisir, donnent le mauvais exemple. D'ailleurs tous les raisonnements n'arrivent pas à entamer cet instinct, reste de barbarie, qui fait croire aux hommes, même les meilleurs dans la vie ordinaire, qu'il donne, en se livrant à cet exercice inutile, une preuve de vaillance et de bravoure. ». En 2006, lors de son voyage en Antarctique sur le voilier d'Isabelle Autissier, Erik Orsenna dans son livre Salut au Grand Sud décrit la rencontre avec « le redoutable léopard des mers qui attaque volontiers les zodiacs (il les confond avec des phoques)… ».

#### Cinématographie
L'animal est apparu dans les films et documentaires suivants :
- Antarctica de Koreyoshi Kurahara, 1983 ;
- Le léopard de mer, seigneur des glaces, un documentaire animalier de Jérôme Bouvier et Jean-François Barthod, 2003 ;
- La Marche de l'empereur, de Luc Jacquet, 2004 ;
- Antartica, prisonniers du froid (titre original : Eight Below), de Frank Marshall, 2005 ;
- Happy Feet, de George Miller, 2006 ;
- Océans de Jacques Perrin et Jacques Cluzaud, 2010 ;
- Le Brise-glace de Nikolaï Khomeriki, 2016.

#### Philatélie
Un timbre polonais de quarante złoty a été émis en 1987 sur lequel sont illustrés, au premier plan, deux léopards de mer et au second plan le navire Kapitan Ledochowski. Un timbre d'un réal brésilien a été émis en 2009 et commémore l'année polaire internationale (2008-2009). Il représente, à gauche, un léopard de mer et à droite, un ours blanc (Ursus maritimus). Trois timbres des Terres australes et antarctiques françaises (TAAF) ont été émis représentant l'image du léopard de mer : un de quatre francs de 1959, un de 1,30 franc et un de 1,80 franc de 1980.